# سیارک ۹۴۴۰۰
سیارک ۹۴۴۰۰ (به انگلیسی: 94400 Hongdaeyong، نامگذاری:2001SG267) نود و چهار هزار و چهارصدمین سیارک کشف شده‌است که در ۲۵ سپتامبر ۲۰۰۱ کشف شد.